# ОСВВ в Московской области

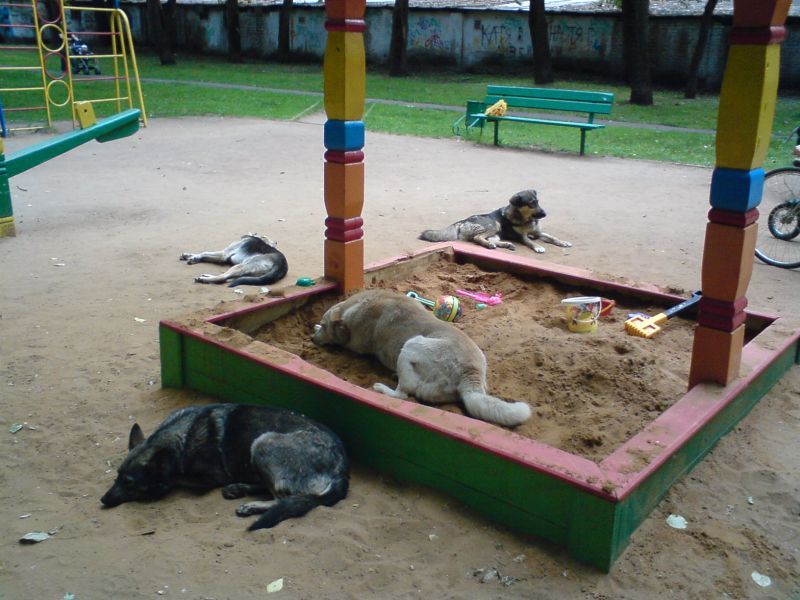
Стерилизованные собаки, возвращенные в среду обитания во двор жилого дома в Химках

ОСВВ в Московской области — программа, основанная на экспериментальной методике «отлов-стерилизация-вакцинация-возврат», узаконивающая свободное нахождение безнадзорных собак на улицах населенных пунктов. Предусматривает отлов женских особей бродячих собак, их стерилизация, клипсование пластиковыми бирками в ушах и возврат на городские улицы для свободного обитания.
Была утверждена в 2014 году губернатором Московской области Андреем Воробьевым, реализация этой программы рассчитана на период 2014—2018 гг.. Проводится на деньги областного бюджета общественными активистами — представителями творческой интеллигенции и организациями, ведущими борьбу за права животных. В Москве аналогичная программа проводилась с 1999 по 2008 гг. и была прекращена после ряда скандалов, связанных с хищением средств и нападений безнадзорных стерилизованных собак на людей, в том числе со смертельным исходом
В 2015 году на стерилизацию бродячих собак, их лечение и выпуск обратно на улицы из областного бюджета было затрачено 35,6 миллионов рублей.
В 2017 году сумма затрат из бюджета выросла в 3,5 раза: власти области выделили 124 миллиона рублей на решение проблемы с бездомными животными, их общее количество на территории муниципальных образований составляет примерно 20 тысяч особей: 28 животных на 10 тысяч человек. При этом содержания одной особи в пунктах передержки обходится в 150 рублей за одни сутки с учетом стерилизации и вакцинации. В 2019 году областные власти выделили 138 миллионов рублей, 18 000 собак прошли через отлов и стерилизацию, из них удалось пристроить лишь 1200 животных.
Через год после запуска программы ОСВВ, по данным Роспотребнадзора, в регионе резко ухудшилась ситуация с бешенством — количество выявленных случаев этого неизлечимого смертельного заболевания увеличилось в 8 раз по сравнению с 2014 годом.
Реализация программы вызвала ряд скандалов: через 2 года после ее запуска в Воскресенске в людном месте стая стерилизованных собак с бирками в ушах напала на мальчика, покусав его в живот, ранее эти же животные покусали девочку. В Щёлковском районе, где безвозвратный отлов был заменен на ОСВВ, в ноябре 2016 года бездомная собака прокусила шею и изуродовала лицо 8-летнему ребенку, в мае 2019 года в Ногинске стая утащила 2-летнего мальчика в канализационный коллектор.
СМИ отмечали, что свободно обитающие собаки, будучи стерилизованными, не теряют хищнических инстинктов: уничтожают городскую фауну и животных редких видов (включённых в Красные книги Москвы и Московской области) в лесопарках, на глазах у детей преследуют, разрывают и потрошат кошек. Аналогичная программа проводилась в соседней Москве с 1999 по 2008 годы, однако после инцидентов, связанных с нападением безнадзорных животных на людей и гибели граждан, а также усложнившейся эпидемической обстановки по зоонозным заболеваниям, была прекращена и заменена на безвозвратный отлов.
В июне 2017 года муниципалитеты Подмосковья предложили создать единую электронную базу данных бездомных животных, которым при отлове вживили подкожные микрочипы. Проработать вопрос должно Главное управление ветеринарии Московской области
Методика отлова, стерилизации и возврата собак на городские улицы была запрещена решением Верховного суда РФ весной 2017 года, однако в столичном регионе частные фирмы, выигравшие тендеры на текущий год, продолжают её проводить на бюджетные средства. Зоозащитная общественность регулярно собирает митинги в Москве численностью не более 200 человек в поддержку скорейшего принятия Госдумой РФ законопроекта «Об ответственном обращении с животными», который сможет легализовать ОСВВ.
По состоянию на 2018 год, продолжают регистрироваться случаи нападения стерилизованных собак на улицах области на местных жителей.
Финансирование программы ОСВВ осуществляется из средств бюджета Московской области. В 2019 году выделено 138 миллионов рублей, также предусмотрено дополнительное выделение средств в размере — 117 миллионов рублей
Сумма расходов в 2020 году увеличилась: выделено 157 миллионов рублей на одно первое полугодие

## Инициаторы и разработчики программы
В 2011 году губернатору области и председателю Московской областной думы были отправлены письма от 8 зоозащитных организаций с просьбой законодательно запретить убийство безнадзорных животных и принять программу стерилизации бездомных животных. К письмам приложены 44 листа с подписями представителей зоозащитной общественности; 15 коллективных писем — обращения в местные администрации и к депутатам с требованием прекратить истребление безнадзорных животных со 100 подписями.
В том же году председатель комитета по аграрной политике, землепользования, природным ресурсам и экологии Мособлдумы, юрист по профессии, Никита Чаплин заявил, что члены комитета приняли во внимание мнение защитников животных и членов Общественной палаты, провели крупное совещание и доработали закон:
Дальше уже нельзя тянуть с принятием этого закона. Мы пошли навстречу зоозащитникам. Думаю, что теперь он устроит и их, и общественность.Да, это потребует дополнительных бюджетных средств, но лучше пойти на некоторые траты, но проявить гуманность по отношению к животным. Это не нюни, и мы не идем на поводу у защитников, просто нельзя их убивать — и точка.
В декабре 2012 года депутат Московской областной думы, член фракции КПРФ и финансист по образованию, Виталий Федоров был инициатором нового законопроекта о запрете на использование жестоких средств отлова безнадзорных животных. Суть его законодательной инициативы заключалась в том, чтобы обязать муниципальные власти информировать людей о месте и времени отлова безнадзорных животных через средства массовой информации, чтобы избежать отлова домашних животных. После отлова собак, по мнению депутата, должна проводиться стерилизация и размещение их в специальных приемниках, а если это невозможно, то выпуск на прежние места обитания.
В марте 2014 года при Московской областной думе была создана рабочая группа по проблеме отлова и содержания безнадзорных животных. Ее руководителем стал заместитель министра ЖКХ Алексей Беловодов, в состав группы вошел депутат от КПРФ Виталий Фёдоров и представители столичной зоозащитной общественности — один из авторов программы ОСВВ в Москве, закрытой там в 2008 году, архитектор и руководитель строительной фирмы Илья Блувштейн, актриса Дарья Хмельницкая, певица и телеведущая, владелица частного приюта для собак Илона Броневицкая
В 2015 году, ставший к тому моменту заместителем Председателя Московской областной Думы Никита Чаплин сообщил, что в 2014 году было принято решение о ежегодном выделении из бюджета Московской области 50 млн рублей на защиту населения от неблагоприятного воздействия безнадзорных животных. Выделение средств осуществляется в рамках программы «Развитие ЖКХ Московской области на 2014—2018 гг.». Окончательную ясность в вопрос распоряжения средствами внес вступивший в силу 1 января 2015 года Закон «О благоустройстве в Московской области», который урегулировал вопросы полномочий по защите населения от безнадзорных животных и закрепил это за муниципалитетами. Все вопросы, связанные с отловом, стерилизацией и содержанием в приютах собак и кошек были признаны частью мер по благоустройству территорий.

## Ход программы в районах области

### Воскресенский район
Инициатором и идеологом внедрения программы на территории района была местный муниципальный депутат от КПРФ, директор ООО «Ветпомощь» Маргарита Краюшкина. В январе 2015 года после жалобы сотрудников детского сада микрорайона «Красный строитель» на наличие на территории нескольких выводков бездомных собак, депутат-коммунист на собственные средства обеспечила отправку зверей на стерилизацию, а через месяц вернула 8 собак обратно в детский сад с бирками в ушах, пообещав в дальнейшем содействовать государственному финансированию ОСВ
В 2015 году программа начала исполняться на территории Воскресенского района, где ее на бюджетные средства проводил Ногинский приют для бездомных животных, зверям ставилась бирка в ухо, после чего они возвращались обратно в места поимки. Общественный контроль за ее исполнением осуществляла организация АНО «Защита животных», которая ранее пыталась в судебном порядке запретить действия муниципальных служб, осуществлявших безвозвратный отлов собак с детских площадок и иных жилых территорий. За год были стерилизованы, а затем выпущены на городские улицы 300 безнадзорных собак, из областного бюджета на это было выделено 1,5 миллиона рублей
Через год после начала реализации программы, в январе 2016 года участились случаи отравления бездомных собак ядами неизвестными лицами и жестокого обращения с животными — неизвестный расчленил щенков лопатой, а жители Воскресенского района жаловались на агрессивное поведение стерилизованных животных
В апреле 2016 года в Воскресенске стая стерилизованных собак с желтыми бирками в ушах напала на 4-летнего мальчика возле магазина «Пятерочка» в Воскресенске, укусив его в живот. Ранее эти же звери покусали девочку. После этого местные СМИ сообщили о намерении догхантеров отравить этих животных. В июле того же года на месте происшествия побывала журналистка местной газеты и зоозащитница Ольга Шелест, которая сняла видеорепортаж о том как она ласкает, гладит и кормит стаю из пяти крупных беспородных собак, не выражающих к ней признаков агрессии. Однако в середине сюжета стая срывается и бросается на дорогу облаивать проезжающий мимо автомобиль такси

### Домодедово
В ноябре 2015 года в этом городе области конкурс по госзакупкам на отлов собак, их стерилизацию и возвращение в места прежнего обитания выиграла фирма из Ногинска МАУ «МПБЖ» (известная также, как «Ногинский муниципальный приют для собак»), получив из бюджета более 2,6 миллионов рублей. Год спустя, в ноябре 2016 года в Домодедово 12-летний школьник, который лепил снежную бабу во дворе школы, был внезапно атакован бездомной собакой. После прибытия на место происшествия полиции, собака напала на полицейских, которым пришлось застрелить ее. Подросток был госпитализирован с повреждением половым органов и множественными укусами, сотрудник полиции — с рваными травмами рук и ног

### Истра
В городском округе методика ОСВВ начала применяться в 2017 году. 11 марта 2018 года на территории округа, в поселке Курсаково было обнаружено тело 19-летнего местного жителя, погибшего в результате нападения стаи бродячих собак. После этого против предпринимателя, занимавшегося отловом и возвратной стерилизацией по тендеру госзакупок, было возбуждено уголовное дело по факту халатности. Победителем тендеров на вторую половину 2018 года и 2019 год стало АНО "Фонд помощи бездомным животным «Лесной приют». В 2018 году фонд получил из бюджета на отлов около 2 миллионов рублей, на эти деньги планируется стерилизовать 150 самок безнадзорных собак. Деятельности фонда был посвящен репортаж местного телеканала в мае 2018 года: местная жительница пожаловалась на стаю из 8 собак, живущих на стройке и нападающих на прохожих, однако по приезде на место выяснилось, что все эти звери уже стерилизованы и имеют опекуна, которая носит им горячее питание. В октябре 2018 года на местный телеканал пожаловалась пострадавшая от нападения стаи стерилизованных собак с бирками в ушах на центральной площади Истры возле рынка. Звери прокусили ей ногу. Во время съемки сюжета на месте происшествия псы напали ещё на одну прохожую. А представитель АНО — активист по борьбе за права животных Олег Малюк выразил недоумение в интервью с журналистами, по его мнению, эти животные ему знакомы, они проходили стерилизацию в его приюте и во время карантина агрессию не проявляли. В Истре проходит стерилизация бездомных животных В октябре того же года был выявлен очаг бешенства, граница карантинной зоны проходит от села Новопетровское до пос. Курсаково.

### Ногинск
ОСВВ была запущена в 2003 году на территории Ногинского района по инициативе его бывшего главы Владимира Лаптева, собак начали стерилизовать, чипировать, вставлять им желтые бирки в уши и выпускать на волю. В соответствии с постановлением руководителя администрации Ногинского муниципального района от 24.09.2007 № 1712 было создано муниципальное учреждение «Приют для безнадзорных животных». На земельном участке общей площадью 2000 м² было установлено 120 вольерами в которых на временном содержании находится более 350 собак. Штат сотрудников насчитывает 10 человек. Функционирует операционный блок. В сентябре 2009 года в Ногинском районе произошло ДТП — бродячая собака выскочила на трассу, став причиной гибели двух детей. Водитель, пытаясь увернуться от животного, сбил 13-летнюю девочку и ее 14-летнего брата. Через 12 лет действия программы, в 2015 году на территории Ногинского района было выявлено 5 случаев бешенства животных. В 2019 году ОСВВ в Ногинске, вошедшим в состав Богородского городского округа занимался ИП Ротарь А. Н..

### Красногорск,МытищииОдинцово
Исполнение мероприятий по ОСВВ в трех районах области власти поручили общественной организации, занимающейся борьбой за права животных и выступающей против безвозвратного отлова собак — РОО «Экология человека», зарегистрированной в Москве по адресу квартиры в жилом доме в районе Новогиреево. В 2014 году эта организация начала реализовать свою программу совместно с администрацией муниципального образования Лесной городок, при этом жалуясь на недостаток финансирования и отсутствие ветеринара, который будет проводить хирургическую операцию собакам по стерилизации Согласно данным портала госзакупок, в 2015 году она получила из госбюджета 402 740 рублей за благоустройство территории городского округа в части защиты территорий городского округа Власиха Московской области от неблагоприятного воздействия бездомных животных и 499 500 рублей за аналогичные работы в городском округе Мытищи. В ноябре 2016 года местные жители жаловались в СМИ, что в лесопарке на территории Мытищинского района, граничащего с МКАД одинокие пенсионерки построили шалаши для бездомных собак, которые кидаются на людей и кусают детей.
В марте 2016 года администрация Красногорского района заявила, что на территории района начинает действовать программа «ОСВВ» (Отлов-Стерилизация-Возврат) — Региональная Общественная Организация «Экология человека» будет осуществлять деятельность по отлову бездомных собак и регулировать их численность такими способами, как стерилизация максимального количества женских особей. Те животные, на которых поступают жалобы от населения будут пристраиваться в охрану, либо возвращаться обратно в жилые районы после прохождения курса дрессировки. Согласно данным портала госзакупок, на программу администрация выделила в 2016 году общественной организации 499 344 рубля Согласно данным портала госзакупок, зоозащитная общественность из РОО «Экология человека» получила «за работы по отлову животных» в этом районе 498 344 рубля.
В том же году РОО «Экология человека», осваивающая государственные подряды на программе ОСВВ, собрала на краудфандинговой основе средства на переобустройство в «Центр спасения бездомных животных» ее приюта, состоявшего из нескольких построек в частном секторе деревни Малые Вязёмы Одинцовского района, где она проводит работы по стерилизации и передержке отловленных собак.
В августе 2016 года на портал «Добродел» поступила жалоба от жительницы поселка Новый городок Одинцовского района. Она сообщила, что в населенном пункте свирепствует стая бродячих собак — разрывает на глазах у детей кошек, нападает на людей . Любители бездомных животных находятся в контакте с местной администрацией — им сообщают, когда проводится отлов и на это время прячут собак, а потом выпускают обратно.
В феврале 2017 жители Одинцовского района жаловались на стаи бродячих собак, которые пробираются на территории их частных домов и убивают домашних животных, в частности, кур. А у одной из жительниц эти собаки загрызли раненую косулю, за которой она ухаживала и собиралась выпустить в лес.

### Звенигород
В августе 2016 года мэр Звенигорода Александр Смирнов отметил, что безнадзорные собаки — это одна из проблем, на которые часто жалуются звенигородцы. По его словам, в городе реализуется программа ОСВВ, все стерилизованные животные помечаются бирками, за год около 60 отловленных особей были отправлены на стерилизацию, после которой выпущены на городские улицы. При этом мэр посетовал, что «вырывать клыки мы не можем. А отпускать собак — не наша прихоть, а требование законодательства». В марте 2016 года местное издание «Рублевка 24» писала, что собаки собираются в своры и терроризируют жителей города, «очаги пополнения уличных стай — обширнейшие промзоны и окраина города, где псы ведут роскошное существование, прикармливаемые работниками. Они выводят щенков под всякими будочками и сарайчиками, за бетонными заборами — недоступные для служб отлова»

### Ленинский район
По данным Газета.ру, актриса Илона Броневицкая внедряет в Подмосковье программу ОСВВ, она создала АНО «Центр содержания бездомных животных», набрала команду из четырех единомышленников, которые начали отлавливать собак, стерилизовать их, вакцинировать и выпускать обратно на улицы. На ухо животным ставилась желтая клипса. В марте 2016 года администрация Ленинского района объявила аукцион на участие в программе ОСВВ, единственную заявку подала организация Броневицкой. В мае с ней был заключен контракт до конца года на сумму в 2,3 млн рублей. Согласно контракту, необходимо поймать и стерилизовать 475 сук бездомных собак. На каждую выделяется порядка 4,8 тыс. рублей. Кобелей организация не кастрирует. В мае того же года фирма актрисы получила контракт на оказание услуг по регулированию численности безнадзорных животных на территории населенных пунктов городского поселения Мытищи на сумму 2 022 346 рублей.
Через год после начала программы ОСВВ в районе было выявлено два случая бешенства животных.
В мае 2017 г. у бродячей собаки на территории Технопарка М-4 городского поселения Горки Ленинские был зарегистрирован лабораторно подтвержденный случай бешенства. В июне бешенство выявлено в городе Видное у кота, которого месяцем ранее подобрали на улице.

### Люберецкий район
В ноябре 2015 года местная газета со ссылкой на городскую администрацию сообщила, что на территории города Люберцы осуществляется отлов и транспортировка безнадзорных животных в ветеринарные клиники, осмотр, вакцинация, стерилизация или кастрация кошек и собак. После проведения соответствующих процедур животные возвращаются в места их обитания. Эти процедуры осуществляет специальная организация ООО "Служба стерилизации бездомных животных. Телефон этой организации, указанный в публикации, соответствует номеру московской ветеринарной клиники «Мовет» , директор которой Александр Кузьмин-Ткачев в 2012 году стал фигурантом уголовного дела о мошенничестве, связанном с бездомными животными в Москве: по данным портала Медуза, Ткачев-Кузьмин и директор сети приютов «Бано Эко», зоозащитница Вера Петросьян договорились стерилизовать и отправить в приют несуществующих собак, чтобы получить за них деньги. Ветеринар подделал акты о стерилизации и чипировании; зоозащитница — акты о приеме животных.
В 2016 году, по данным портала госзакупок, контракт на ОСВВ в городском поселение Люберцы получила московская автономная организация «Центр содержания бездомных животных», указывающая в госконтракте в качестве своего контактного адреса частную квартиру на улице Стройковская, 6 и мобильный телефон, идентичный принадлежащему зоозащитнице — руководительнице центра спасения животных «Экология человека» Татьяны Королевой, ранее осуществляющего ОСВВ в других районах области.
Председателем правления АНО «Центр содержания бездомных животных» является актриса Илона Броневицкая, а учредителями — ее дочь, архитектор-дизайнер интерьеров Эрика Быстрова и ее муж, эстрадный музыкант Евгений Тимошенков

Эта же организация получила контракт ценой в 523 600 рублей на исполнение ОСВВ в 2016 году в другом городе района — Лыткарино.. Стоит отметить, что в ноябре 2016 года СМИ сообщили о факте массовой гибели бездомных собак в Лыткарино — они отравились мясопродуктами с отравой, которые раскидали неизвестные лица.
В ноябре 2016 года зоозащитница и актриса Илона Броневицкая, чья частная фирма получила подряды по госзакупкам на реализацию ОСВВ сразу в нескольких районах Московской области, включая Люберецкий, заявила:
Бывает так, что люди звонят, жалуются, что на детской площадке какая-то «злая собака, всех кусает», приезжаем, забираем её в приют – она через неделю становится тихой и ласковой. Оказалось, что люди просто неправильно себя вели, провоцировали животное

### Щёлковский район
Вместо безвозвратного отлова, в районе была запущена программа ОСВВ, с возвращением собак обратно в жилые районы. Выпуск в «естественную среду» проходит в присутствии сотрудников районной администрации. Программу на средства районного бюджета в 2016 году проводит фирма ООО «Облвет», директор этого предприятия Максим Гиясов является также руководителем ветеринарной клиники «У Айболита», где проводятся операции по стерилизации для бродячих животных. С 2014 года фирма Гиясова выиграла 24 тендера на проведение стерилизации в различных районах области на сумму более 18 миллионов рублей.
В жилом квартале новостроек Лукино-Варино в ноябре 2016 года бездомная собака, которую пустили погреться в подъезд, прокусила шею и изуродовала лицо 8-летнему ребенку

## Последствия реализации программы
В 2015 году в Московской области, по данным Роспотребнадзора, резко ухудшилась ситуация по бешенству — в 8 раз, по сравнению с предыдущим годом. Если в первом квартале 2014 г. было отмечено всего девять случаев в 11 муниципальных образованиях, то по состоянию на 23 марта 2015 г. зарегистрировано 73 случая в 23 городских округах и районах.
По состоянию на апрель 2016 года бездомные собаки покусали 4000 жителей региона, за 2015 год было зарегистрировано 25 000 покусов. В области сохраняется напряженная обстановка по бешенству.
В марте 2016 года в Мытищах на улице Трудовой, где больше года реализуется программа, стая бездомных собак растерзала пять местных котов и кошек — псы вырвали им внутренние органы и выдрали шерсть, эти же звери нападают и на людей, кидаются на коляски с детьми.
В апреле 2016 года телеканал «Подмосковье» сообщил, что владельцы, разыскивающие своих потерявшихся собак, обнаружили в поселке Электроугли приют, где животных содержат в жестоких условиях, за отлов и содержание в приюте животных отвечает компания «Облвет», работающая по муниципальному контракту в рамках программы ОСВВ. Компания должна получить 339 тысяч рублей из местного бюджета, однако собакам, оказавшимся в клетках, не давали еду и воду. На территории было найдено порядка 20 трупов животных. Генеральному директору ООО «Облвет» Максиму Гиясову принадлежат несколько ветеринарных клиник «У Айболита» в Московской области. Владельцы отловленных собак вызвали полицию и пожаловались в прокуратуру на действия ООО «Облвет» за жестокое обращение с животными, а также за мошенничество. Однако ООО «Облвет» продолжило выигрывать тендеры по госзакупкам в Московской области, в 2017 году эта частная фирма будет осуществлять регулирование численности бездомных животных путем стерилизации в городском поселении Дзержинский, в Щёлковском, Люберецком и Дмитровском районах
В октябре 2017 года в Чеховском районе была выявлена с помощью камер видеонаблюдения догхантер, отравившая стаю из семи бродячих собак возле супермаркета. Это оказалась 81-летняя местная жительница. Гражданка объяснила свой поступок тем, что бродячие псы воруют у нее куриц и держат в страхе всю округу.

## Реакция СМИ
В феврале 2017 года правительственная «Российская газета» опубликовала репортаж своего обозревателя Юрия Снегирева, побывавшего в районах Подмосковья, где с 2014 года реализуется ОСВВ. Он обнаружил многочисленные стаи бродячих собак в Мытищах, Балашихе, Одинцово, Клязьме и Электроуглях, живущих посреди жилых районов и обитающих, в том числе, на детских площадках. Из этих животных, лишь одна собака имела желтую бирку в ухе, свидетельствующую о стерилизации. Журналист охарактеризовал программу стерилизации как «химера» и «отмыв денег». Он спрогнозировал рост числа догхантеров среди местного населения, отметив, что в Воскресенске местные молодые матери уже хвастаются друг перед другом в интернет-форуме кто из них больше отравил непрошенных четвероногих гостей в своих дворах.